# Bhogdai
Bhogdai és un riu d'Assam que neix a les muntanyes Naga i corre en direcció nord-oest cap al riu Brahmaputra en el que desaigua. A la part superior del seu curs és anomenat Disai o Disoi. El nom Bhogdai se li hauria donat al final sel segle XVIII en memòria dels treballadores que havien participar en feines a un canal. El seu curs és de 130 km.